# Generazione in difficoltà
Generazione in difficoltà è il sesto album dei Gerson, uscito il 26 febbraio 2013.

## Tracklist
1. Il Debito Scaduto
2. Generazione In Difficoltà
3. Via Da Milano
4. Pessimo Oroscopo
5. Via Dal Palco
6. Mascticati E Risputati
7. La Strada iI Fango
8. Triste Risveglio
9. Mai
10. Sei Colpi In Aria
11. Fuori Tempo Limite
12. Alla Nostra Velocità
13. Sopra Al Cielo

## Formazione
- Paolo Stucchi - voce, chitarra
- Stefano "Steve" Colla - chitarra
- Steve Beach - basso
- Sergio "Trinità Jack" Maramotti - batteria